# Jiquitáia
Jiquitaia, também conhecida como jiquitaya, jektaia e juquirai, é o nome dado para a mistura formada por pimentas, secas e moídas, e sal. É altamente picante, possui um aroma e sabor intensos e seu consumo é muito associado a peixes e carnes. Para ser produzida, podem ser utilizadas até 78 variedades de pimentas do gênero Capsicum e que são, normalmente, das espécies C. chinense, C. frutescens L, C. annuum L e C. baccatum L. Assim, devido a possibilidade de serem feitas várias misturas, cada jiquitaia possui características próprias e específicas de cada produtor. 
A pimenta foi designada como jiquitaia, pois é o nome de uma formiga pequena e avermelhada da Amazônia, cuja ardência da picada lembra a sensação ao ingerir a pimenta. 
A jiquitaia é marcadamente produzida, utilizada e comercializada pelo povo Baniwa, considerado pioneiro em sua fabricação e que tem esse ingrediente como patrimônio imaterial de sua cultura, apesar de também estar presente no cotidiano de vários grupos nativos do Rio Negro e Amazônia. O cultivo das espécies de pimenta gênero Capsicum ocupa um dos papéis de mais destaque na agrobiodiversidade e sistema social dentro do território baniwa . Além de ser usada na alimentação (é estimado que cada família baniwa consuma 7 litros da pimenta por ano), a pimenta também possui uma grande importância para as cerimônias e rituais de passagem, atuando como escudo e elemento de proteção contra feitiços e maus espíritos .

## Produção
O preparo da jiquitaia não é feito a partir de uma única receita, pois, como mencionado, podem ser feitas diversas misturas de ervas e especiarias, com diferentes proporções e modos de preparo. O cultivo das pimentas usadas na fabricação desse ingrediente, bem como sua produção e distribuição, normalmente, é realizado pelas mulheres da comunidade, conhecidas como “Pimenteiras” . 
Após cultivo e colheita, as pimentas são submetidas a um processo de desidratação, que pode ser feito no sol ou em fornos. Quanto mais rápido for esse processo de secagem, maior será a conservação da cor, cheiro e valor nutricional do fruto utilizado. Após isso, o fruto desidratado será moído em um pilão até que vire um pó, que em seguida será peneirado para que as sementes sejam separadas . 

## Comercialização
As “Pimenteiras” também são responsáveis pela distribuição dessa especiaria, que é utilizada como elemento de troca dentro ou entre comunidades vizinhas para a obtenção de outros produtos alimentares. Também é comum encontrar esse produto nas feiras de Boa Vista por conta da apropriação do conhecimento da moagem e desidratação das pimentas das populações locais pelos colonos .
Atualmente, há um grande valor de mercado associado à comercialização da pimenta jiquitaia. Desse modo, começou-se a idealizar a venda da pimenta em novos nichos de mercado, como a internet e lojas especializadas.
A recente descoberta desse sabor amazônico tem sido motivo para sua incorporação no cenário gastronômico brasileiro, estreando em diversas receitas, inclusive internacionalmente, de modo que ela já possui um grande valor e reputação dentro do mundo gastronômico .

No entanto, deve haver uma maior valorização da jiquitaia quanto às suas origens e importância cultural. Trata-se de um ingrediente crucial para  contribuir positivamente para a renda familiar dos pequenos produtores rurais, para o papel da mulher dentro da sociedade baniwa e para a conservação e valorização da biodiversidade. Diversas iniciativas estão caminhando nesse sentido, como para gerar o fortalecimento do sistema agrícola indígena juntamente com o crescimento da oferta da jiquitaia no mercado. Nesses casos, o valor do produto reside no conhecimento tradicional que ele carrega e no símbolo do sistema de produção indígena, de modo que a comercialização da pimenta não gere pressões que alterem as atividades das comunidades, além de contribuir para a qualidade de vida dentro delas e estimular a prática da roça entre os jovens .